# Robertsonia angolensis
Robertsonia angolensis is een eenoogkreeftjessoort uit de familie van de Miraciidae. De wetenschappelijke naam van de soort is voor het eerst geldig gepubliceerd in 1934 door Monard.